# Chiesa della Natività della Beata Vergine (Miane)
La chiesa della Natività della Beata Vergine è la parrocchiale di Miane, in provincia di Treviso e diocesi di Vittorio Veneto; fa parte della forania della Vallata.

## Storia
La prima citazione di una chiesa a Miane, già allora sede di una parrocchia, risale al 1355 ed è contenuta in alcuni atti redatti dal notaio Bonaccursio da Solighetto.
Dalla relazione della visita pastorale del 1475 del vescovo di Ceneda Nicolò Trevisan si apprende che la chiesa era ormai vecchia.
Nel 1697 fu posta la prima pietra della nuova parrocchiale, la quale venne poi consacrata il 17 gennaio 1746 dal vescovo Lorenzo Da Ponte.
Nella seconda metà dell'Ottocento questo edificio si rivelò insufficiente a soddisfare le esigenze dei fedeli e, così, nel 1874 iniziarono su impulso dell'allora parroco don Sigismondo Brandolini Rota i lavori di costruzione di una chiesa più grande, disegnata dall'architetto feltrino Giuseppe Segusini e completata in quattro anni; la consacrazione venne poi impartita il 4 maggio 1879 dallo stesso Brandolini Rota, divenuto nel frattempo vescovo coadiutore di Ceneda.

## Descrizione

### Esterno
La facciata della chiesa, rivolta a nordest, presenta il portale d'ingresso architravato e una lapide che ricorda il completamento dell'edificio, mentre ai lati vi sono due parti più avanzate rispetto a quella centrale; il prospetto è concluso da tre coronamenti di forma semicircolare.
A una ventina di metri dalla parrocchiale si erge il campanile a base quadrata, risalente al Quattrocento; la cella presenta su ogni lato una bifora ed è coperta dal tetto a quattro falde.

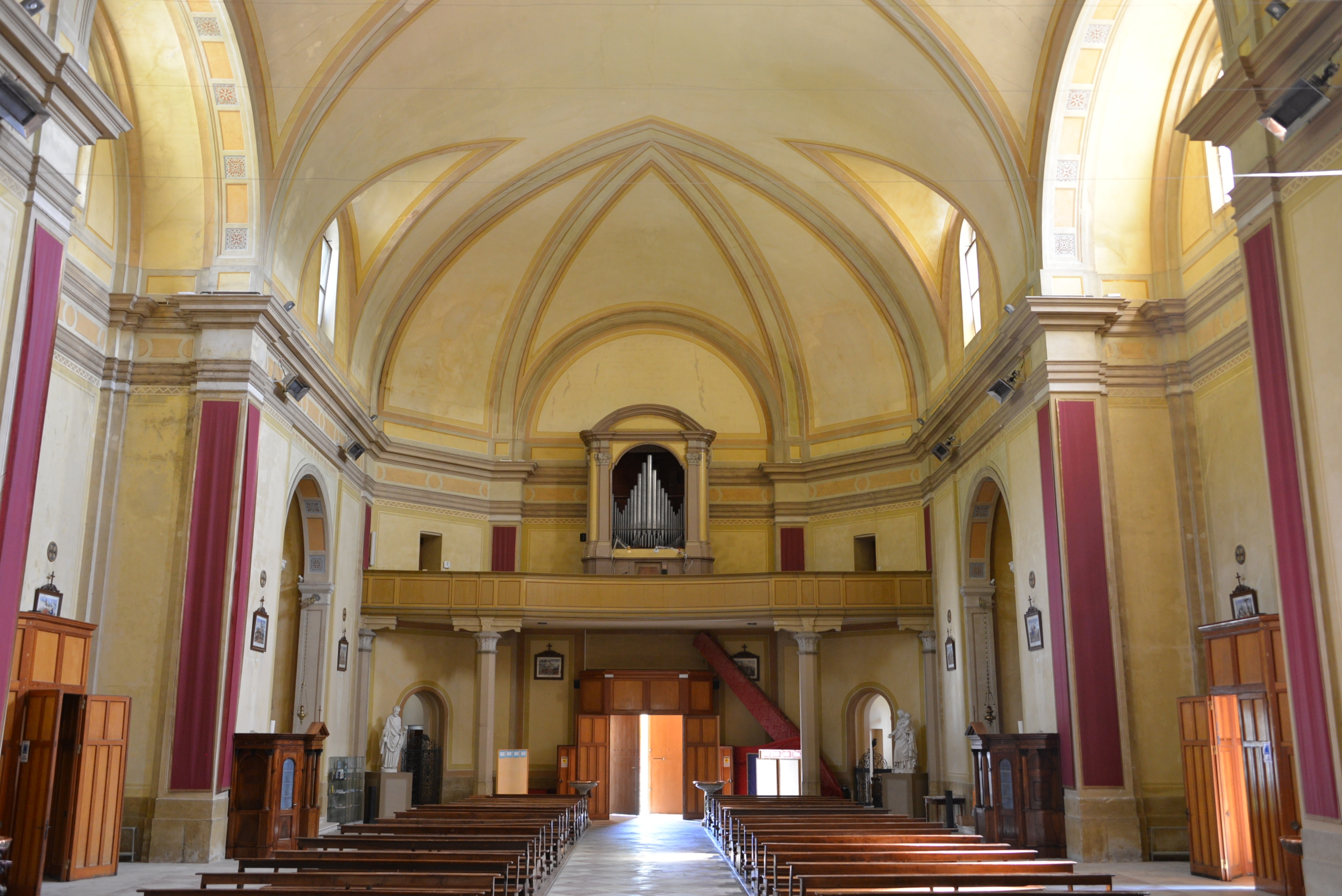
L'interno

### Interno
L'interno dell'edificio si compone di un'unica navata, sulla quale si affacciano le cappelle laterali e le cui pareti sono scandite da lesene sorreggenti la trabeazione sopra la quale si imposta la volta; al termine dell'aula si sviluppa il presbiterio, rialzato di quattro gradini e chiuso dall'abside.
Qui sono conservate diverse opere di pregio, tra le quali l'organo, costruito nel Settecento da Gaetano Callido, e diverse opere di Egidio Dall'Oglio e Carlo Balliana.